# Lichtingerstraße 9 (München)

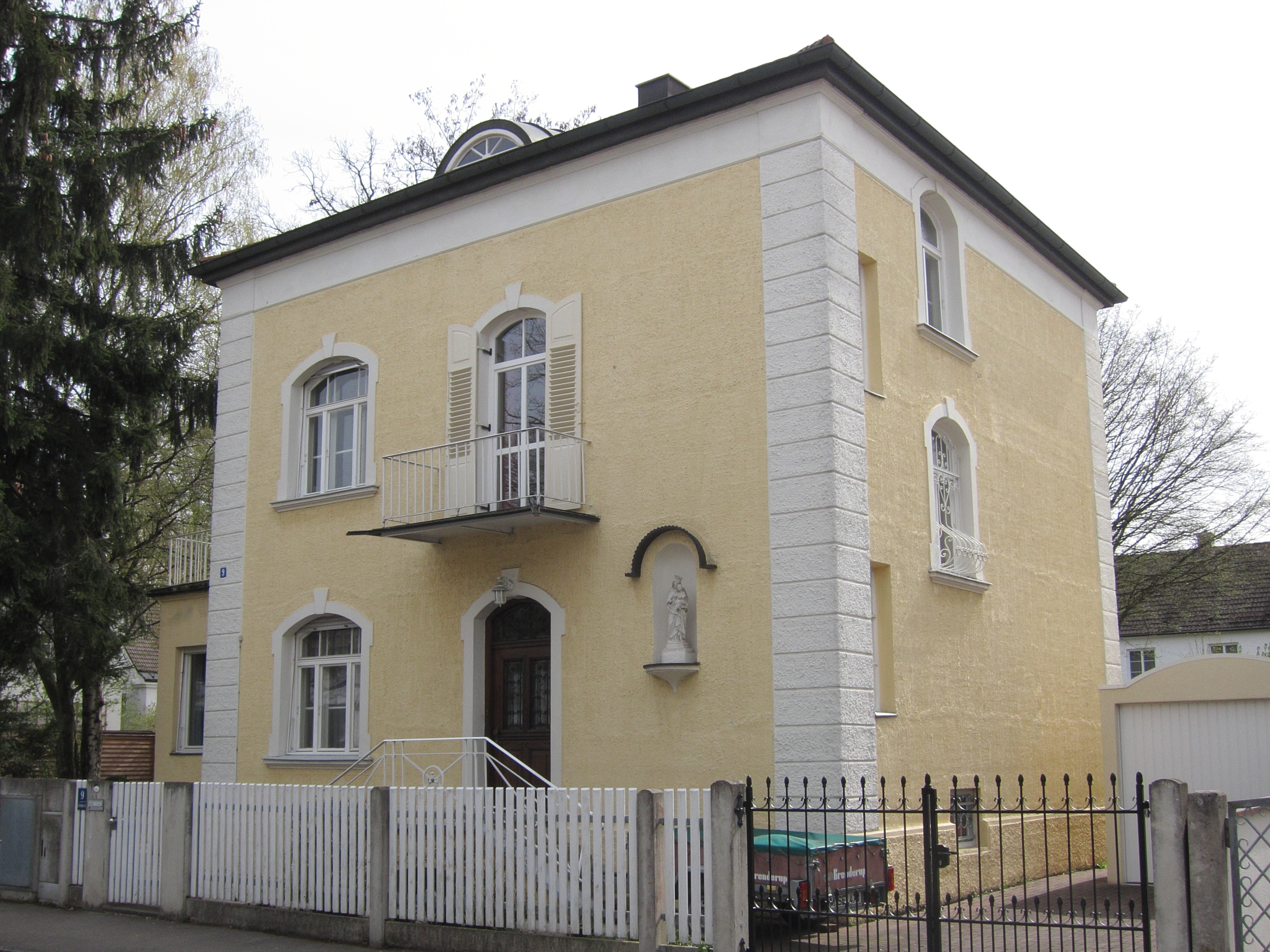
Haus Lichtingerstraße 9 im Stadtteil Pasing von München

Das Gebäude Lichtingerstraße 9 im Stadtteil Pasing der bayerischen Landeshauptstadt München wurde 1903/04 errichtet. Die Villa, die vom Baumeister Josef Kampferseck (1841–1907) erbaut wurde, ist ein geschütztes Baudenkmal.
Der historisierende Bau, der zur Waldkolonie Pasing gehört, besitzt eine kubische Form mit Zeltdach. Der seitliche, erdgeschossige Anbau wurde 1933 angefügt. An der Straßenseite steht in einer Nische eine Madonna mit Kind. 